# Huseyin Hagverdiyev
 (novembre 2023).
Huseyin Hagverdiyev (en azéri: Hüseyn Həsən oğlu Haqverdiyev; né le 3 mars 1956 à Udjar,en Azerbaïdjan) est un peintre, photographe et sculpteur azerbaïdjanais, Artiste du peuple de la République d'Azerbaïdjan (2021).

## Biographie
Huseyin Hasan oglu Hagverdiyev est né à Udjar en 1956. En 1958, sa famille s'installe à Bakou. En 1971, il entre au Collège d'art d'État d'Azerbaïdjan Azim Azimzade et en sort diplômé en 1975. La même année, il entre à l'Académie supérieure des arts de Leningrad, du nom de Vera Moukhina, et est diplômé de la faculté de sculpture en 1980. Il est l'auteur de la statue de la Vierge Marie dans l'église de la Sainte Marie,cathédrale apostolique d'Azerbaïdjan. Il est l'auteur de l'ouvrage Légende de la mer Caspienne à l'entrée du terminal de Sangachal. Des expositions et des colloques ont eu lieu dans des pays comme l'Inde, les États-Unis, l'Allemagne, la Géorgie (pays) et les Émirats arabes unis. En 2014, son exposition personnelle a eu lieu en Ouzbékistan. Il vit à Bakou.

## Prix et récompenses
- Titre honorifique d'Artiste émérite de la République d'Azerbaïdjan (30 mai 2002)[4]
- Titre honorifique Artiste du peuple de la République d'Azerbaïdjan (16 octobre 2021).